# マルティーナ・グイッジ
マルティーナ・グイッジ（Martina Guiggi、女性、1984年5月1日 - ）は、イタリアの元バレーボール選手。ポジションはミドルブロッカー。元イタリア代表。

## 来歴
2005年、イタリア代表に初選出される。同年のワールドグランプリで代表デビューした。同年の欧州選手権で銀メダルを獲得した。2006年の世界選手権は4位となった。
2007年9月の欧州選手権、同年11月のワールドカップ2007では金メダルを獲得した。2008年6-7月に行われたワールドグランプリでは銅メダルを獲得。同年8月の北京オリンピックの代表12名に選ばれ、本大会に出場した（5位）。
その後は代表から離れていたが、2011年に代表に復帰し、同年の9月の欧州選手権に出場した。ワールドカップとロンドンオリンピックのメンバーからは外れた。
2013年、代表の主将を務め、FIVBワールドグランプリ、欧州選手権に出場した。2013-14シーズンは中国リーグの強豪広東恒大女子排球に移籍し、世界クラブ選手権で銅メダルを獲得した。

## 球歴
- オリンピック - 2008年（5位）
- ワールドカップ - 2007年（優勝）
- 世界選手権 - 2006年（4位）
- 欧州選手権 - 2005年（2位）、2007年（優勝）、2011年（4位）、2013年（6位）
- ワールドグランプリ - 2005年（2位）、2006年（3位）、2007年（3位）、2008年（3位）、2011年（7位）、2013年（5位）

## 所属クラブ
- アシステル・ノヴァーラ（2001-2004年）
- スカボリーニ・ペーザロ（2004-2011年）
- GSOヴィッラ・コルテーゼ（2011-2012年）
- キエーリ（2012-2013年）
- River Volley Piacenza（2013年）
- 広東恒大女子排球（2013-2014年）
- イゴール・ゴルゴンゾーラ・ノヴァーラ（2014-2016年）
- バレー・ベルガモ（2016-2017年）
- ポミ・カザルマッジョーレ（2017-2018年）
- Aias Evosmou（2018-2019年）
- Calcit Volley（2020-2021年）